# Wu Yin
Wu Yin (吴茵S, Wú YīnP; Tientsin, 2 agosto 1909 – Shanghai, 10 aprile 1991) è stata un'attrice cinese.
In occasione del centenario della nascita dell'industria cinematografica in Cina nel 2005, la China Film Performance Art Academy l'ha inserita nella lista dei "100 migliori attori in 100 anni di cinema cinese".